# Le Voyage en Arménie
Ne doit pas être confondu avec Voyage en Arménie (Ossip Mandelstam).
Pour plus de détails, voir Fiche technique et Distribution.
Le Voyage en Arménie est un film français réalisé par Robert Guédiguian sorti en 2006.

## Synopsis
Anna, cardiologue, apprend à son père qu'il est malade du cœur et doit être opéré. Quand celui-ci disparaît soudainement, Anna, convaincue qu'il est parti en Arménie, pays qu'il avait quitté vers les années 1950, part à sa recherche. Le retrouvera-t-elle malgré le peu d'indices qu'elle a ?

## Fiche technique
- Titre : Le Voyage en Arménie
- Réalisation : Robert Guédiguian
- Scénario : Ariane Ascaride, Marie Desplechin et Robert Guédiguian
- Production : Robert Guédiguian
- Société de production : Agat Films & Cie
- Distribution : Diaphana Films
- Musique : Arto Tunçboyaciyan
- Photographie : Pierre Milon
- Montage : Bernard Sasia
- Décors : Karim Hamzaoui
- Costumes : Anne-Marie Giacalone
- Pays :  France
- Genre : drame
- Durée : 125 minutes
- Format : couleur
- Budget :
- Date de sortie : 
  -  France : 28 juin 2006
  -  Belgique : 30 août 2006
  -  Canada : 8 septembre 2006 (Festival international du film de Toronto)

## Distribution
- Ariane Ascaride : Anna
- Gérard Meylan : Yervanth
- Chorik Grigorian : Schaké
- Romen Avinian : Manouk
- Simon Abkarian : Sarkis Arabian
- Serge Avédikian : Vanig
- Kristina Hovakimian : Gayané
- Madeleine Guédiguian : Jeannette
- Jean-Pierre Darroussin : Pierre
- Jalil Lespert : Simon
- Marcel Bluwal : Barsam

## Distinctions
Festival international du film de Rome 2006 : Meilleure actrice pour Ariane Ascaride

## Analyse
Pour Robert Guédiguian, c'est un retour aux sources familiales vers une Arménie qui a beaucoup changé après la chute du communisme. Le film fait connaître ce pays qui a du mal à s'adapter aux mutations « libérales », où l'attrait de l'ouest est très fort et où des business malsains fleurissent. L'Arménie gardera-t-elle son identité et son charme issus d'une histoire millénaire et pourra-t-elle contenir sa jeunesse à l'intérieur de ses frontières ? 
Dans une courte partie documentaire, Guédiguian montre ses protagonistes dans un vieil hélicoptère soviétique découvrant des paysages grandioses puis, à l'atterrissage, la magnifique église de Hayravank, au bord du lac Sevan.